# Katonai diktatúra

Zöld színnel a katonai diktatúrák a világban a 2021-es állapot alapján

A katonai diktatúra olyan diktatúra vagy autoriter forma, amelyben a politikai vezetést kizárólag a katonaság gyakorolja, miután (legtöbbször) államcsíny következtében magához ragadta a hatalmat. Az ilyen politikai rendszernél egy junta (bizottság) vagy egyetlen katonatiszt kormányoz és diktatórikusan irányítja az államot.
Van hasonlósága a sztratokráciával, de nem azonos vele. Néha kakisztokráciának is hívják.
Néhány országban, mint Mianmarban, félkatonai diktatúra van, amint azt az alkotmány biztosítja.

## Jellemzők
A Freedom House mutatói alapján az 1980-as években mind a 36 katonai rezsim autokratikus államnak minősült, ahol nincsenek biztosítva az alapvető szabadságjogok. Találunk piacgazdaságot, de centralizált állami irányítású gazdaságot is az ilyen rendszerekben. Általában a katonai diktatúrák vegyes képet mutatnak és csupán az a közös jellemzőjük, hogy katonák töltik be az olyan állásokat, amiket máshol civilek. Az egyes katonai diktatúrák között aszerint tehető különbség, hogy a hadsereg az állami döntéshozatali struktúrában hol foglal helyet és miként használja fel a hatalmat.

## Katonai diktatúrák Európában
Katonai diktatúrák Európában az elmúlt századokban:

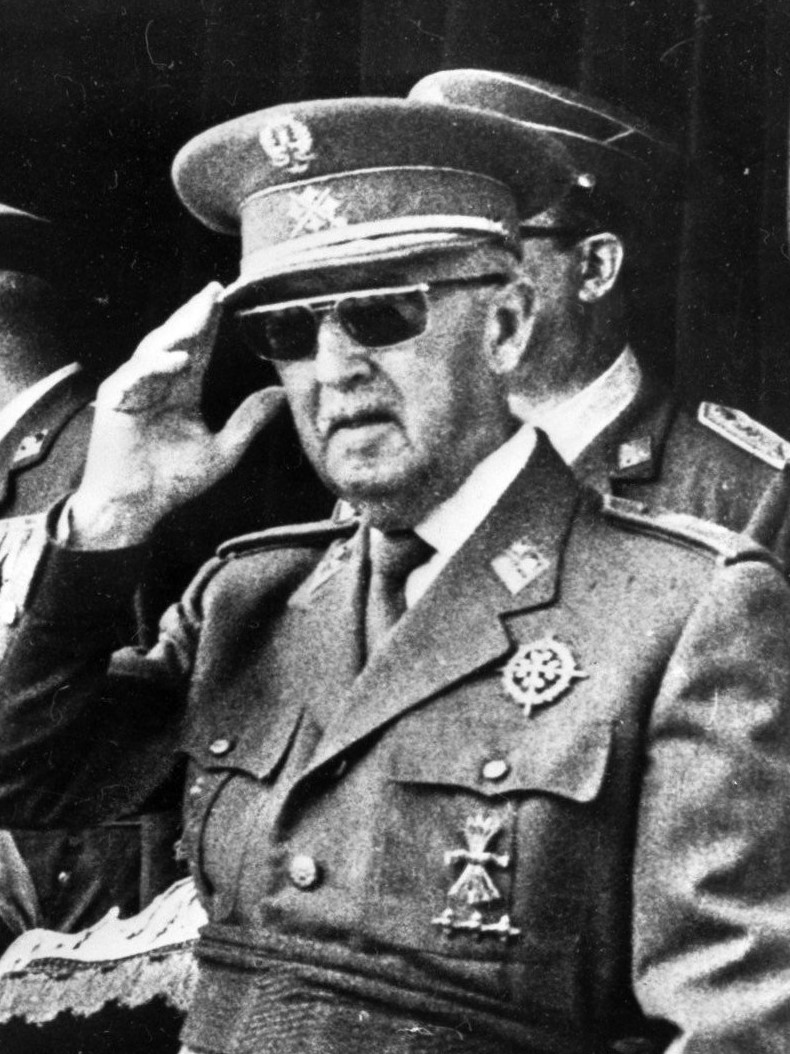
Francisco Franco spanyol diktátor 1975-ben

1. Bulgária (1923–1926; 1934–1935; 1944–1946)
2. Horvátország (1990-1999)
3. Ciprus (1974)
4. Franciaország (1799–1814; 1852–1870; 1870–1871)
5. Grúzia (1992)
6. Német Birodalom (1916–1918; 1945)
7. Görögország (1925–1926; 1936–1941; 1967–1974)
8. Lengyelország (1926–1935; 1981–1983)
9. Portugália (1926–1933; 1974-1975)
10. Románia (1941–1944)
11. Olaszország (1892-1921; 1922-1943; 1943-1945)
12. Oroszország (1918–1920; 1991)
13. San Marino (1957)
14. Spanyolország (1808-1810; 1923–1930; 1936–1975)
15. Törökország (1913–1918; 1921–1927; 1960–1961; 1980–1983)

## Fordítás
Ez a szócikk részben vagy egészben  a   Military dictatorship című angol Wikipédia-szócikk ezen változatának fordításán alapul.  Az eredeti cikk szerkesztőit annak laptörténete sorolja fel. Ez a jelzés csupán a megfogalmazás eredetét és a szerzői jogokat jelzi, nem szolgál a cikkben szereplő információk forrásmegjelöléseként.